# 김운
김운(1994년 11월 15일 ~ )은 대한민국의 축구 선수이다. 포지션은 센터포워드, 공격형 미드필더이다. 현재 FC 안양 소속이다.